# 陳志頤
陳志頤（16世紀—17世紀），字養洛、又字吉甫，廣東潮州府海陽縣人，明朝政治人物。

## 生平
陳志頤是萬曆元年（1573年）癸酉科廣東鄉試舉人，五年（1577年）丁丑科會試中副榜，授廬陵教諭，七年（1579年）任廣西鄉試副考官，十三年（1585年）陞宣化知縣，陞工部主事，督造壽宮，獲明神宗嘉獎，陞戶部郎中，出為慶遠府知府，二十四年（1596年）調梧州府知府，均有清介聲譽，不久土官攻打岑溪，他用計擒獲敵方首領，朝廷欽賞陞貴州按察司副使，歸里服闋赴部時去世，葬在歸仁都登塘大坑，入祀鄉賢祠。兒子陳明鉉是天啟歲貢。

## 引用
1. 1 2  光緒《海陽縣志·卷三十八·列傳七》：陳志頤，字養洛，坦之裔也，萬厯癸酉舉人，授廬陵教諭，分校廣西，晉宣化令，陞工部主事，尋遷戶部郎中，出守慶遠，改梧州，俱以清介稱；值莫土官破岑溪縣，志頤計擒之，事聞擢貴州副使，予告卒於家，祀鄉賢。 據張志修
2. ↑  光緒《海陽縣志·卷二十八·古蹟略三》：冢墓……貴州副使陳志頤墓在歸仁都登塘大坑 俱同上（采訪冊）
3. ↑  順治《潮州府志·卷六·人物部》：陳志頤，字養洛，中萬曆癸酉鄉試，丁丑乙榜，授廬陵教諭，己卯分考廣西，晉宣化知縣，陞工部主事督造壽宮，蒙神廟褒賞陞戶部郎中，出為慶遠知府，改梧州，俱以清介稱；值莫土官破岑溪縣，計擒之旋即恢復，事聞欽賞，陞貴州副使，予告後服除，將赴銓卒，祀鄉賢，子明鉉天啟歲薦。